# فريدريك ماكنزي
فريدريك ماكنزي (14 يوليو 1849 في المملكة المتحدة - 17 يوليو 1934) (بالإنجليزية: Frederick Mackenzie)‏ هو لاعب كريكت بريطاني (وحمل سابقاً جنسية المملكة المتحدة لبريطانيا العظمى وأيرلندا).

## وصلات خارجية
- فريدريك ماكنزي على موقع إي آس بي آن كريك إنفو (الإنجليزية)